# Olympische Sommerspiele 1972/Teilnehmer (Dominikanische Republik)
| Gelbes Symbol für Goldmedaillen mit stilisierten Olympischen Ringen | Graues Symbol für Silbermedaillen mit stilisierten Olympischen Ringen | Braundes Symbol für Bronzemedaillen mit stilisierten Olympischen Ringen |
| ------------------------------------------------------------------- | --------------------------------------------------------------------- | ----------------------------------------------------------------------- |
| —                                                                   | —                                                                     | —                                                                       |

Die Dominikanische Republik nahm an den Olympischen Sommerspielen 1972 in München mit einer Delegation von fünf Sportlern (allesamt Männer) teil. Diese traten in drei Sportarten bei vier Wettbewerben an.

## Teilnehmer nach Sportarten

### Gewichtheben
- Emilio Berroa
Leichtschwergewicht: 17. Platz

### Judo
- Juan Chalas
Leichtgewicht: 19. Platz
- Carlos Socias
Mittelgewicht: 19. Platz

### Schießen
- Riad Yunes
Skeet: 58. Platz
- Domingo Lorenzo
Skeet: 62. Platz